# Segell de goma

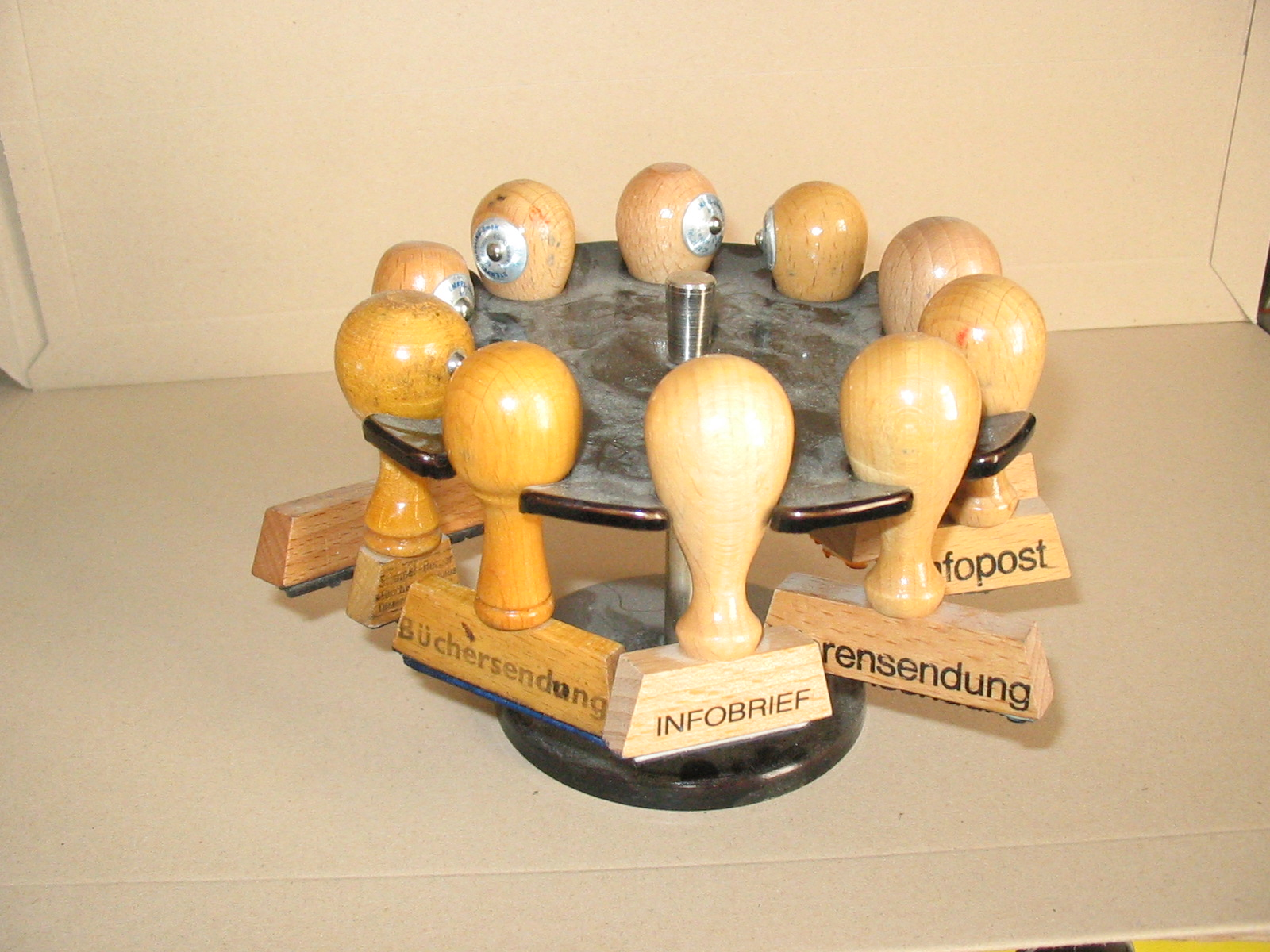
Segells.

Un segell de goma és un instrument amb imatges gravades que, a través de la impressió de tinta sobre el paper, s'utilitza per autoritzar documents. D'altra banda, també es diu segell la impressió que resulta de l'ús d'aquest instrument, generalment al costat d'una o més signatures.

## Història
El seu ús es remunta a les antigues civilitzacions de Mesopotàmia (segells cilíndrics) i l'antic Egipte (escarabeus i segells cilíndrics). Foren usats com a segells personals per lacrar o signar correspondència i documents, eren de confecció artesanal en pedra, faiança o metall. Amb el desenvolupament de la premsa i la producció de tipus mòbils, el segell es va anar popularitzant, el que va permetre la seva producció en massa.
Les versions més modernes inclouen ja un coixinet amb tinta a l'interior. També hi ha altres variants que permeten més seguretat i neteja, a més de fàcil portabilitat. Aquest tipus de segell sòn d'entintage automàtic.

## Tipus

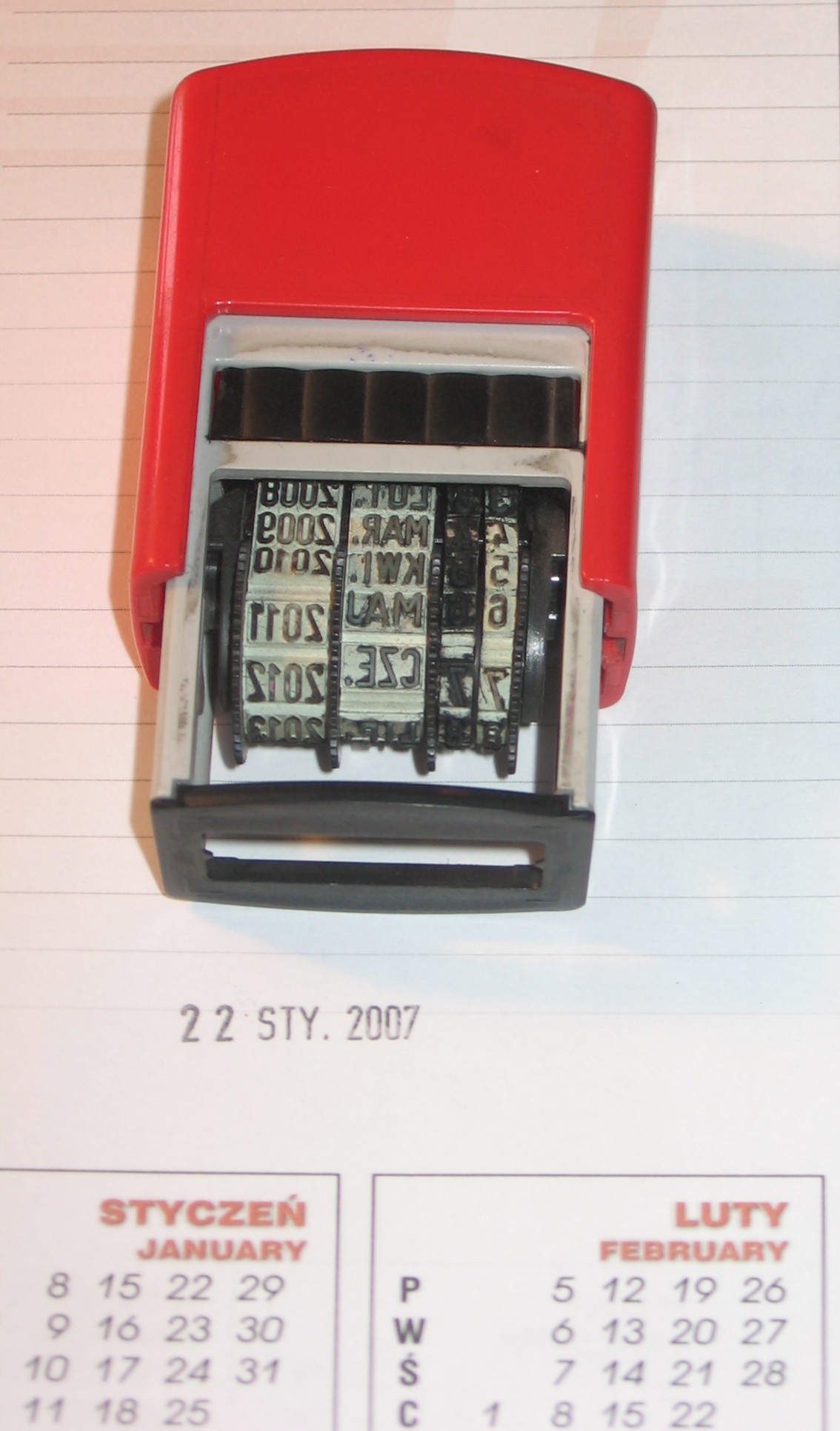
Segell (timbre) datador.

- Segell manual i/o de fusta. Poden tenir una montura de fusta o d'un altre tipus de material i requereixen d'un tampó de tinta per a marcar.
- Segell automàtic. Amb montura de plàstic o metàl·lic. Incorpora un coixient de tinta al seu interior, per la qual cosa no requereix un tampó de tinta extern.
- Segell datador - mena de segell amb motius mòbils que permet modificar manualment la data a ser marcada en el paper. Els datadors poden ser manuals (requereix un tampó de tinta extern) o automàtics (amb coixinet de tinta intern).
- Segell numerador - tipus de segell en el qual és possible, a través de motius mòbils, efectuar la numeració seqüencial, on després de cada marcatge dels motius es mouen automàticament al número següent, cosa que facilita la continuïtat del treball fins al final. Els numeradors poden ser manuals (requereix un tampó de tinta extern) o automàtics (amb coixinet de tinta intern).
- Segell en sec o en relleu.

## Accessoris
- Portasegells - és un suport on els segells es col·loquen de manera que quedin penjats;
- Coixinet - lloc on hi ha la tinta per a mullar el segell abans d'usar-lo.

## Cures
- Neteja - Amb el temps, restes de tinta tendeixen a ajuntar-se en el segell, eixugant-se i endurint-se. S'ha de netejar amb alcohol.
- El coixinet ha de ser recarregat periòdicament. La tinta utilitzada pot ser a base d'alcohol o oli.
- La neteja amb alcohol pot ser nociva, segons el material que estigui feta la goma del segell: si aquesta és de fotopolímer líquid, l'alcohol trencaria el segell, per netejar amb alcohol, el segell ha de ser de goma i no de fotopolímer líquid.

## Ús
Els segells són importants accessoris en oficines públiques i privades on hi hagi documents que hagin de marcar sovint. En els correus han servit, des de l'inici de l'ús de segells (o mata-segells), per inutilitzar l'estampa.
També n'hi ha per a ús recreatiu i escolar, el que permet la fàcil repetició en tasques pedagògiques.